# Estación General La Madrid
General Lamadrid es la estación ferroviaria de la ciudad de General La Madrid, partido homónimo, Provincia de Buenos Aires, Argentina.

## Ubicación
Se encuentra ubicada a 425 km al sudoeste de la estación Plaza Constitución, en el centro de la localidad.

## Servicios
Sus vías están concesionadas a la empresa de cargas FerroExpreso Pampeano S.A..